# Пътят (филм, 1954)
 Тази статия е за италианския филм „Пътят“ на Федерико Фелини.  За други значения вижте Пътят.  
„Пътят“ (на италиански: La Strada) е италиански драматичен игрален филм в стилистиката на Италианския неореализъм, излязъл по екраните през 1954 година, режисиран от Федерико Фелини и с участието на Антъни Куин, Джулиета Мазина и Ричард Бейсхарт в главните роли. Сценарият е написан също на Фелини в сътрудничество с Тулио Пинели и Енио Флаяно.

## Сюжет
Произведението разказва историята за живота, страстите и страданията на пътуващи циркови артисти. Дзампано (Куин), грубоват здравеняк, късащ стоманени вериги и неговата малка асистентка Джелсомина (Мазина), купена от майка ѝ за десет хиляди лирети.

## В ролите
| Актьор          | Роля                              |
| --------------- | --------------------------------- |
| Антъни Куин     | Дзампано                          |
| Джулиета Мазина | Джелсомина                        |
| Ричард Бейсхарт | Глупакът                          |
| Алдо Силвани    | г-н Жираф – собственикът на цирка |
| Марчела Ровере  | Вдовицата                         |
| Ливия Вентурини | Монахинята                        |

## Награди и номинации
През 1957 година „Пътят“ получава Оскар за най-добър чуждоезичен филм. Той е първият носител на наградата „Оскар“ за чуждоезичен филм, след учредяването на категорията през 1957 година за 29-ата церемония по връчване на призовете. Дотогава отличието се е връчвало като почетна награда на директно избрано заглавие без номинации. Произведението е удостоено с множество други награди от различни фестивали сред които „Сребърен лъв“ от Филмовия фестивал във Венеция.